# Клаус Аллофс
Клаус Аллофс (нім. Klaus Allofs, нар. 5 грудня 1956, Дюссельдорф) — колишній німецький футболіст, що грав на позиції півзахисника, нападника. По завершенні ігрової кар'єри — футбольний тренер та функціонер. Старший брат іншого гравця збірної ФРН Томаса Аллофса.
Виступав за німецькі клуби «Фортуна» (Дюссельдорф), «Кельн» та «Вердер» і французькі «Марсель» та «Бордо». Виступаючи в цих клубах він ставав чемпіоном та володарем національних кубків Німеччини та Франції, а також фіналістом та володарем Кубка Кубків УЄФА. У складі національної збірної ФРН — чемпіон Європи 1980 року та найкращий бомбардир того турніру.

## Клубна кар'єра
Народився 5 грудня 1956 року в місті Дюссельдорф. Вихованець футбольної школи клубу «Герресгайм», з якої 1972 року потрапив до академії клубу «Фортуна» з рідного міста.
У дорослому футболі дебютував 1975 року виступами за основну команду «Фортуни» (Дюссельдорф), в якій провів шість сезонів, взявши участь у 169 матчах чемпіонату, допомагаючи клубу двічі поспіль (1979, 1980) виграти Кубок Німеччини. Сезон 1978/79, він закінчив як найкращий бомбардир Бундесліги (22 голи), а також забив чотири м'ячі у восьми іграх в Кубка володарів кубків, посівши там друге місце, поступившись в фіналі іспанській «Барселоні».
Своєю грою за цю команду привернув увагу представників тренерського штабу клубу «Кельн», до складу якого приєднався влітку 1981 року. Відіграв за кельнський клуб наступні шість сезонів своєї ігрової кар'єри. Більшість часу, проведеного у складі «Кельна», був основним гравцем команди і одним з головних бомбардирів команди, маючи середню результативність на рівні 0,5 голу за гру першості. 1982 року Аллофс з командою став володарем кубку Німеччини, а у сезоні 1984/85 Клаус вдруге у своїй кар'єрі став найкращим бомбардиром Бундесліги з 26 голами. В сезоні 1985/86 Клаус забив лише сім голів в чемпіонаті, проте аж дев'ять разів відзначився в Кубку УЄФА, ставши найкращим бомбардиром турніру. «Кельн» же дійшов до фіналу, де програв мадридському «Реалу». У наступному сезоні Клаус знову став грати разом з братом Томасом, але по завершенню чемпіонату покинув батьківщину, перейшовши до марсельського «Олімпіка». У Франції в сезоні 1988/89 Аллофс виграв з командою золотий дубль, проте основним гравцем марсельців не був, через що влітку того ж року перейшов в інший французький клуб «Бордо». За «жирондинців» німецький форвард провів один сезон, після чого повернувся на батьківщину.
Влітку 1990 року Аллофс підписав контракт з «Вердером», у складі якого в першому ж сезоні виграв четвертий в своїй кар'єрі титул володаря Кубка Німеччини. У сезоні 1991/92 вийшов з командою у фінал Кубка володарів кубків, де забив вирішальний гол «Монако» (2:0) і виграв свій перший клубний європейський трофей. У наступному сезоні 1992/93 разом з «музикантами» став чемпіоном Німеччини, але на поле виходив вкрай нерегулярно, тому після національного тріумфу вирішив закінчити кар'єру у віці майже 37 років. Загалом він зіграв 424 матчі в чемпіонаті, і забив 177 голів.

## Виступи за збірну
11 жовтня 1978 року дебютував в офіційних матчах у складі національної збірної ФРН в Празі проти збірної Чехословаччини. Німці перемогли 4:3.
У складі збірної був учасником чемпіонату Європи 1980 року в Італії, здобувши того року титул континентального чемпіона. Крім того, на цьому турнірі Аллофс став найкращим бомбардиром, причому всі три голи він забив в матчі групового турніру проти збірної Нідерландів (3:2).
Також брав участь у чемпіонаті Європи 1984 року у Франції та чемпіонаті світу 1986 року у Мексиці, де разом з командою здобув «срібло».
Останній матч він провів 31 березня 1988 року, забивши в товариському матчі шведам. Протягом кар'єри у національній команді, яка тривала 11 років, провів у формі головної команди країни 56 матчів, забивши 17 голів.

## Кар'єра тренера
1999 року Аллофс був найнятий тимчасовим генеральним менеджером та тренером «Фортуни». Після відходу з цього клубу він відправився в «Вердер», де тривалий час працював генеральним директором. В листопаді 2012 року Клаус Аллофс перейшов на роботу в «Вольфсбург» на посаду спортивного директора, підписавши з «вовками» контракт до 2016 року.

## Статистика
| Клуб                    | Сезон             | Ліга | Ліга | Кубки | Кубки | Єврокубки | Єврокубки | Інші | Інші | Всього | Всього |
| Клуб                    | Сезон             | Ігри | Голи | Ігри  | Голи  | Ігри      | Голи      | Ігри | Голи | Ігри   | Голи   |
| ----------------------- | ----------------- | ---- | ---- | ----- | ----- | --------- | --------- | ---- | ---- | ------ | ------ |
| «Фортуна» (Дюссельдорф) | 1975/76           | 12   | 0    | 2     | 1     | 0         | 0         | 0    | 0    | 14     | 1      |
| «Фортуна» (Дюссельдорф) | 1976/77           | 33   | 7    | 2     | 0     | 0         | 0         | 0    | 0    | 35     | 7      |
| «Фортуна» (Дюссельдорф) | 1977/78           | 30   | 7    | 8     | 4     | 0         | 0         | 0    | 0    | 38     | 11     |
| «Фортуна» (Дюссельдорф) | 1978/79           | 33   | 22   | 7     | 2     | 9         | 3         | 0    | 0    | 49     | 27     |
| «Фортуна» (Дюссельдорф) | 1979/80           | 28   | 16   | 7     | 9     | 2         | 0         | 0    | 0    | 37     | 25     |
| «Фортуна» (Дюссельдорф) | 1980/81           | 33   | 19   | 5     | 2     | 6         | 1         | 0    | 0    | 44     | 22     |
| «Фортуна» (Дюссельдорф) | Всього            | 169  | 71   | 31    | 18    | 17        | 4         | 0    | 0    | 217    | 93     |
| «Кельн»                 | 1981/82           | 30   | 9    | 1     | 0     | 0         | 0         | 0    | 0    | 31     | 9      |
| «Кельн»                 | 1982/83           | 24   | 12   | 5     | 1     | 6         | 4         | 0    | 0    | 35     | 17     |
| «Кельн»                 | 1983/84           | 34   | 20   | 3     | 1     | 4         | 4         | 0    | 0    | 41     | 25     |
| «Кельн»                 | 1984/85           | 32   | 26   | 2     | 3     | 8         | 1         | 0    | 0    | 42     | 30     |
| «Кельн»                 | 1985/86           | 24   | 7    | 2     | 4     | 9         | 9         | 0    | 0    | 35     | 20     |
| «Кельн»                 | 1986/87           | 33   | 14   | 3     | 5     | 0         | 0         | 0    | 0    | 36     | 19     |
| «Кельн»                 | Всього            | 177  | 88   | 16    | 14    | 27        | 18        | 0    | 0    | 220    | 120    |
| «Олімпік» (Марсель)     | 1987/88           | 31   | 13   | 1     | 0     | 8         | 4         | 0    | 0    | 40     | 17     |
| «Олімпік» (Марсель)     | 1988/89           | 22   | 7    | 10    | 10    | 0         | 0         | 0    | 0    | 32     | 17     |
| «Олімпік» (Марсель)     | Всього            | 53   | 20   | 11    | 10    | 8         | 4         | 0    | 0    | 72     | 34     |
| «Бордо»                 | 1989/90           | 37   | 14   | 3     | 6     | 0         | 0         | 0    | 0    | 40     | 20     |
| «Бордо»                 | 1990/91           | 1    | 0    | 0     | 0     | 0         | 0         | 0    | 0    | 1      | 0      |
| «Бордо»                 | Всього            | 38   | 14   | 3     | 6     | 0         | 0         | 0    | 0    | 41     | 20     |
| «Вердер»                | 1990/91           | 30   | 10   | 7     | 3     | 0         | 0         | 0    | 0    | 37     | 13     |
| «Вердер»                | 1991/92           | 32   | 8    | 3     | 1     | 6         | 2         | 2    | 0    | 43     | 11     |
| «Вердер»                | 1992/93           | 16   | 0    | 4     | 3     | 4         | 0         | 2    | 1    | 26     | 4      |
| «Вердер»                | Всього            | 78   | 18   | 14    | 7     | 10        | 2         | 4    | 1    | 106    | 28     |
| Всього за кар'єру       | Всього за кар'єру | 515  | 211  | 75    | 55    | 62        | 28        | 4    | 1    | 656    | 295    |

| Збірна Німеччини | Збірна Німеччини | Збірна Німеччини |
| Роки             | Ігри             | Голи             |
| ---------------- | ---------------- | ---------------- |
| 1978             | 3                | 0                |
| 1979             | 5                | 1                |
| 1980             | 10               | 7                |
| 1981             | 4                | 1                |
| 1982             | 2                | 0                |
| 1983             | 1                | 0                |
| 1984             | 9                | 2                |
| 1985             | 2                | 1                |
| 1986             | 13               | 4                |
| 1987             | 6                | 0                |
| 1988             | 1                | 1                |
| Всього           | 56               | 17               |

## Титули і досягнення
| - Володар Кубка Німеччини (4): «Фортуна» (Дюссельдорф): 1978/79, 1979/80 «Кельн»: 1982/83 «Вердер»: 1990/91 - Чемпіон Франції (1): «Марсель»: 1988/89 - Володар Кубка Франції (1): «Марсель»: 1988/89 - Чемпіон Німеччини (1): «Вердер»: 1992/93 - Володар Кубка Кубків УЄФА (1): «Вердер»: 1991/92 | - Чемпіон Європи (1): ФРН: 1980 - Віце-чемпіон світу: 1986 - Найкращий бомбардир чемпіонату Європи: 1980 - Найкращий бомбардир чемпіонату Німеччини: 1978-79, 1984-85 - Найкращий бомбардир Кубка УЄФА: 1985-86 |